# Зебина, Жонатан
Жоната́н Зебина́ (фр. Jonathan Zebina; род. 19 июля 1978 года, Париж, Франция) — французский футболист, защитник, наиболее известный по выступлениям за итальянские клубы «Рома» и «Ювентус». В 2005 году сыграл один матч за национальную сборную Франции. В декабре 2014 года завершил игровую карьеру.

## Карьера

### Клубная
Его профессиональная карьера началась 8 марта 1997 года, когда он вышел на поле в матче своего клуба «Канн» против «Метца». В том сезоне он сыграл лишь 6 матчей. В следующем году на счету Зебины был уже 21 матч.
В 1998 году Жонатан перешёл в «Кальяри», отыграв за клуб из Сардинии два сезона, он стал считаться одним из наиболее талантливых игроков Европы. Летом 2000 года он перебрался в римскую «Рому». В своём дебютном сезоне в Риме он сыграл 21 матч и стал победителем чемпионата Италии и Суперкубка Италии. В последующие 3 года Жонатан сыграл 74 матча в различных турнирах и забил один гол в ворота «Ювентуса».
В 2004 году, после истечения срока действия контракта с «Ромой», Зебина перешёл «Ювентус». В составе туринского клуба Жонатан отыграл шесть сезонов, в том числе один в Серии B. 31 августа 2010 года расторг контракт с «Ювентусом» по взаимному согласию. В этот же день подписал контракт с «Брешиа» сроком на два года. 8 июля 2011 года расторг контракт с «Брешиа» по взаимному согласию.
29 июля 2011 года согласовал контракт с клубом «Брест» сроком на год. В 2012 году перешёл в «Тулузу», где провёл два сезона. Карьеру заканчивал в клубе второй французской лиги «Арль-Авиньон», за который выступал в 2014 году.

### Международная
Свой единственный матч за сборную Франции Зебина сыграл 9 февраля 2005 года против Швеции.

## Достижения
- Чемпион Италии: 2000/01, 2004/05, 2005/06 (скудетто 2005 и 2006 гг. аннулированы в результате Кальчополи)
- Обладатель Суперкубок Италии 2001
- Победитель Серии B 2006/07